# Історія Сараваку
Історія Сараваку охоплює життя людини на території Сараваку, сучасного штату Малайзії на острові Калімантан. У Сараваку виявлені поселення доісторичної людини. У VII-IX століттях нашої ери ця територія, ймовірно, входила до сфери впливу імперії Шривіджая. Розвиток морської торгівлі сприяв розквіту поселень у дельтах великих річок у X-XIV століттях, серед яких найбільшим був Сантубонг поблизу сучасного Кучінга. У XV-XVI століттях територія Сараваку потрапила під вплив Брунейської імперії, а в XVII-XVIII була ареною боротьби між Брунеєм та Самбасом. У першій половині XVII століття недовго існував султанат Саравак на чолі з братом брунейського султана Тенга. На початку XIX століття Бруней короткочасно відновив контроль над Сараваком, але через постійні повстання місцевих мешканців звернувся за допомогою до британського офіцера й авантюриста Джеймса Брука. Брук відновив владу султана над Сараваком, проте за це вимагав влади над його частиною. За допомогою британського флоту він домігся свого та заснував Королівство Саравак, яке очолив як «білий раджа». Його спадкоємець Чарлз Брук захопив інші території Брунею та до 1890 року сформував Саравак у тих межах, у яких він існує на початку XXI століття. 1888 року Чарлз Брук передав Великій Британії права на ведення зовнішньої політики Сараваку. Третій раджа Чарлз Вайнер Брук відмовився від прав на Саравак, передавши його Великій Британії остаточно 1941 року. Того ж року Японія захопила Саравак разом з іншими територіями на Калімантані, утримуючи його до 1945 року. З моменту повернення до британських володінь та до 1946 року територію контролювала Британська військова адміністрація, а надалі до 1963 року існувала Коронна колонія Саравак. 16 вересня 1963 року Саравак став штатом Малайзії.

## Доісторичний період
На території Сараваку розташовано печери Ніах, де знайдено стоянку первісної людини віком у 35-40 тисяч років. Також виявлено відкриту стоянку кам'яної доби вглибині острова на річці Улу-Балех

## Середньовіччя
У X-XIV столітті на узбережжі Сараваку існували кілька поселень, найбільшим з яких був Сантубонг. Це було велике поселення, центр виплавлення заліза, а також морської торгівлі. На території поселення було знайдено буддистський храм.
Інші поселення були менші, зокрема Гедонг і Букіт-Сандонг у 65 км на схід від Сантубонгу, Секаданг-Лінгга (малай. Sekadang Lingga) та Енсіка далі на північний схід, Нанга-Калака, Тібіг-Тенггі і Мурох в окрузі Кабонг підрозділу Бетонг. Букіт-Сандонг відрізняється від інших центрів того періоду тим, що хоча мав тісні зв'язки з Гедонгом, існував і після його занепаду в XV-XVII століттях.

## Нова історія
У XV-XVI столітті територія сучасного Сараваку, ймовірно, належала до сфери впливу Брунейської імперії. Згідно з офіційною брунейською історіографією Султанат Саравак був утворений 1598 року та приєднаний до Брунею 1641 року після смерті свого першого й єдиного султана. Втім сучасні історики заперечують подальший вплив Брунею на територію та вказують на її залежність від сусіднього Султанату Самбасу.
Згідно з «Генеалогією султанів Брунею» (малай. Salasilah Raja-Raja Brunei) після смерті султана Мухаммада Хассана виник конфлікт між його синами. Старший син Абдул Джаліл Акбар переміг та став наступним султаном, але для заспокоєння свого брата Тенга Ібрагіма Алі Омара Шаха запропонував йому стати султаном залежної від Брунею території Сараваку. Раджа Тенга прийняв пропозицію та разом з 1000 солдатів та частиною двору заснував поселення поблизу гирла річки Саравак. Натомість нідерландський історик Франсуа Валентайн повідомив, що 1609 року племена, що мешкали на території султанату повстали та перейшли з-під брунейського султана до джохорського (під яким, можливо, мався на увазі султан Самбасу). Таким чином, є ймовірним участь султана Тенга в захопленні території Сараваку в Брунею, і подальшої помсти брунейської влади. За деякими даними Бруней встановив контроль над Сараваком знову близько 1730 року, але втратив його на користь Самбасу не пізніше початку XIX століття.
У 1826 році Бруней знову зробив спробу захопити контроль над Сараваком, що пов'язано з видобутком важливого на той час металу — сурми. Для цього султан Омар Алі Сайфуддін II відіслав до Сараваку свого родича Макоту з повноваженнями намісника та загоном солдатів та чиновників. Макота заснував форт Серавак (майбутній Кучинг) неподалік гирла річки Саравак. Натомість місцева малайська знать не сприйняла нового правителя, лідери перенесли свої житла вглиб острова, заснувавши там низку укріплень, зокрема в Ліда-Тана (малай. Lidah Tanah) та Сініавані (малай. Siniawan). У 1836 році місцева знать повстала проти губернатора Макоти. 1839 року під час продовження повстання вони звернулися до нідерландського протекторату Самбасу з проханням прийняти Саравак під владу султана Самбасу.
У 1838 році султан надіслав до Сараваку свого бендагару (візира) принца Хашима для отримання данини та допомоги в придушенні повстань. Але в Хашим одразу ж виник конфлікт з Макотою, який побачив у прибульці свого конкурента. У серпні 1839 року з Сінгапуру з подарунками до Хашима прибув англієць Джеймс Брук з озброєним гарматами кораблем. Хашим звернувся до Брука з проханням допомогти. 1839 року Брук провів перемовини з повстанцями та примусив їх відступити вглиб острова від форту Серавак. Хашим розумів, що після від'їзду англійців повстання може продовжитися. Тому, щоб затримати їх у країні, він запропонував Бруку посаду намісника Сараваку. Брук продовжив боротьбу з повстанцями й взяв під контроль територію вздовж річки Саравак. Утім Хашим не мав реальних повноважень звільнити Макоту та призначити англійця намісником. Тоді Брук став погрожувати залишити Саравак. Лише тоді брунейський принц вирішив ризикнути. 24 вересня 1841 року Хашим привів Брука до присяги намісника Сараваку в присутності Макоти, причому прибічники Хашима погрожували Макоті ножами.

## Британське володіння
1846 Брук домігся остаточного визнання себе раджею Сараваку, утворивши державу, що проіснувала до 1941 року, надалі була окупована Японією, а у 1946-1963 року була британською короною колонією.